# Irene Kinnegim
Irene Kinnegim (* 8. Januar 1975 in Den Haag) ist eine Ausdauerathletin, Duathletin und Triathletin aus den Niederlanden. Sie ist Staatsmeisterin auf der Triathlon-Langdistanz (2015).

## Werdegang
Irene Kinnegim qualifizierte sich erstmals 2005 für einen Startplatz beim Ironman Hawaii (Ironman World Championships) und belegte den 55. Rang in der Altersklasse 30–34.
Nach einer Babypause gewann sie im April 2012 bei der Duathlon-Europameisterschaft in der Altersklasse 35–39. 2013 startete sie in Horst aan de Maas wieder in der Elite-Klasse (bei den Profis) und wurde Vierte. Im September 2013 wurde Irene Kinnegim Zweite auf der Triathlon-Langdistanz bei der Challenge Almere-Amsterdam.

### Staatsmeisterin Triathlon-Langdistanz 2015
2015 wurde sie in Amsterdam mit der Zeit von 9:27:27 h erneut Zweite und holte sich damit den Titel der nationalen Meisterin auf der Triathlon-Langdistanz.
Im Juni 2018 konnte die 43-Jährige mit dem Helipad Ultra den Ultramarathon über 148 km gewinnen.
Irene Kinnegim lebt in Den Haag.

## Sportliche Erfolge
| Datum/Jahr    | Rang | Wettbewerb                                         | Austragungsort              | Zeit     | Bemerkung |
| ------------- | ---- | -------------------------------------------------- | --------------------------- | -------- | --- |
| 12. Sep. 2015 | 1    | NED Long Distance Triathlon National Championships | Amsterdam                   | 09:27:27 | Nationale Meisterin auf der Triathlon-Langdistanz bei der Challenge Almere-Amsterdam                                |
| 14. Sep. 2013 | 2    | Challenge Almere-Amsterdam                         | Amsterdam                   | 09:47:37 | [ 2 ] |
| 14. Nov. 2010 | DNF  | Ironman Florida                                    | Florida                     | –        | |
| 9. Okt. 2010  | 37   | Ironman Hawaii                                     | Hawaii                      | 10:03:33 | |
| 13. März 2010 | 19   | Abu Dhabi International Triathlon                  | Abu Dhabi                   | 07:49:41 | |
| 13. Sep. 2009 | 2    | Ironman Wisconsin                                  | Vereinigte Staaten          | 10:01:34 | hinter der US-Amerikanerin Amy Marsh                                                                                |
| 2. Aug. 2009  | 3    | Ironman UK                                         | Bolton (Greater Manchester) | 10:06:41 | |
| 11. Okt. 2008 | 27   | Ironman Hawaii                                     | Hawaii                      | 10:10:38 | |
| 30. Aug. 2008 | 2    | Almere-Triathlon                                   | Almere                      | 09:38:57 | Zweite auf der Ironman-Distanz (3,8 km Schwimmen, 180 km Radfahren und 42,195 km Laufen) hinter Heleen bij de Vaate |
| 2008          | 14   | Ironman Germany                                    | Frankfurt am Main           | 10:01:18 | Ironman European Championship                                                                                       |
| 20. Apr. 2008 | 7    | Ironman China                                      | China Volksrepublik         | 11:12:43 | |
| 2007          | 13   | Ironman USA                                        | Lake Placid                 | 10:31:48 | |
| 2007          | 5    | Ironman Lanzarote                                  | Spanien                     | 11:55:01 | |
| 2005          | 17   | Ironman Switzerland                                | Zürich                      | 10:53:54 | |
| 9. Apr. 2006  |      | Ironman Arizona                                    | Vereinigte Staaten          | 10:45:33 | |
| 15. Okt. 2005 |      | Ironman Hawaii                                     | Hawaii                      | 11:44:49 | Rang 55 in der Altersklasse 30–34                                                                                   |

| Datum/Jahr    | Rang | Wettbewerb                               | Austragungsort    | Zeit     | Bemerkung                                                                 |
| ------------- | ---- | ---------------------------------------- | ----------------- | -------- | ------------------------------------------------------------------------- |
| 21. Apr. 2013 | 4    | Powerman Duathlon European Championships | Horst aan de Maas | 03:19:56 | Duathlon-Europameisterschaft; Dritte bei der Duathlon-Staatsmeisterschaft |
| 29. Apr. 2012 | 1    | Powerman Duathlon European Championships | Horst aan de Maas | 03:01:57 | Siegerin in der AG 35–39 bei der Duathlon-Europameisterschaft             |

| Datum/Jahr    | Rang | Wettbewerb                     | Austragungsort | Zeit     | Bemerkung |
| ------------- | ---- | ------------------------------ | -------------- | -------- | --------- |
| 17. Juni 2018 | 1    | Veluwezoom Trail               | Niederlande    | 04:51:53 | 60 km     |
| 28. Apr. 2018 | 1    | Helipad Ultra                  | Niederlande    | 15:55:40 | 148 km    |
| 27. Jan. 2018 | 1    | Dutch Coast Ultra-Run by Night | Niederlande    | 09:26:41 | 100 km    |
| 7. Jan. 2018  | 1    | Duinhopper Kidsrun             | Niederlande    | 10:26:00 | 102 km    |
| 2015          | 1    | Zestig van Texel               | Texel          | 04:42:14 | 60 km     |

(DNF – Did Not Finish)